# Igarapé Mutuí
O igarapé Mutuí é um igarapé que banha o município de Benevides, no estado do Pará, no Brasil.

## Etimologia
"Mutuí" deriva do tupi antigo mutũ 'y, que significa "rio dos mutuns", a partir da junção de mutũ (mutum) e 'y (rio).